# Die Familienanwältin
Die Familienanwältin ist eine deutsche Dramaserie.

## Handlung
Die Anwältin Hanna Lorenz hält ihr Leben mit ihren zwei jugendlichen Kindern Charlotte und Patrick und ihrem Ehemann Robert für perfekt. Gemeinsam mit Robert führt sie eine Anwaltskanzlei. Doch eines Tages findet sie sich vor den Scherben ihrer Existenz: Robert betrügt sie bereits seit zehn Jahren mit der gemeinsamen Kollegin Bettina und verlässt sie nun für diese. Zudem hat er Geld beiseitegeschafft und lässt Hanna mit einer praktisch ausgeräumten Kanzlei sitzen. Trotz des nun tobenden Scheidungskrieges beginnt Hanna über ihr Privatleben nachzudenken: sie entdeckt was für Probleme Tochter Charlotte hat und erkennt, als Sohn Patrick lieber zu seinem Vater ziehen will, dass sie zuvor nicht genug für ihn da gewesen ist. 
Dennoch schafft es Hanna sich eine neue Kanzlei aufzubauen, ist aber aufgrund des Tempos mit dem die Gründung vonstattenging von recht skurrilen Anwaltskollegen umgeben. Sie spezialisiert sich nun auf das Familienrecht und kann, obwohl sie ihre privaten Probleme nicht reibungslos abwickeln kann, ihre Erfahrungen beim Lösen ihrer Fälle nutzen.

## Episoden

### Erste Staffel
| Folge (Staffel) | Folgentitel        | Erstausstrahlung |
| --------------- | ------------------ | ---------------- |
| 01              | Evas Kinder        | 14. März 2006    |
| 02              | Mutterliebe        | 21. März 2006    |
| 03              | Hunger             | 28. März 2006    |
| 04              | Ramba Zamba        | 4. April 2006    |
| 05              | Die Überlebende    | 11. April 2006   |
| 06              | Hinter dem Spiegel | 18. April 2006   |
| 07              | 20 Minuten         | 25. April 2006   |
| 08              | Klara              | 2. Mai 2006      |

### Zweite Staffel
| Folge (Staffel) | Folgentitel      | Erstausstrahlung          |
| --------------- | ---------------- | ------------------------- |
| 01              | Familienbande    | 19. Februar 2007          |
| 02              | Die Beschneidung | 26. Februar 2007          |
| 03              | Leben & Sterben  | RTLnow (ab Dezember 2009) |
| 04              | Böses Blut       | RTLnow (ab Dezember 2009) |
| 05              | Das Adoptivkind  | RTLnow (ab Dezember 2009) |
| 06              | Ehrensache       | RTLnow (ab Dezember 2009) |
| 07              | Ferner Donner    | RTLnow (ab Dezember 2009) |
| 08              | Amok             | RTLnow (ab Dezember 2009) |

## Produktions- und Ausstrahlungsnotizen
- Die Dreharbeiten zur ersten Staffel begannen am 30. Juni 2005 und endeten im  November des gleichen Jahres.[2] Im Durchschnitt erreichte die erste Staffel, die vom 14. März bis zum 2. Mai 2006 dienstags um 21.15 Uhr ausgestrahlt wurde, einen Marktanteil von 16,5 Prozent.[3]
- Die zweite Staffel wurde von Juli bis Dezember 2006 in Köln und Umgebung produziert. Sie umfasst acht Episoden.[4] Aufgrund zu geringer Einschaltquoten wurden nur zwei Episoden montags 21.15 Uhr ausgestrahlt und Ende Februar 2007 aus dem Programm genommen.[5][6] Im Jahr 2009 wurden die bis dahin nicht ausgestrahlten Folgen auf RTLnow gezeigt.[7]
- Vorbild der Serie war das US-amerikanische Format Family Law.[8] Die Pilotfolge wurde nahezu 1:1 nachgedreht.

### Einschaltquoten
Eine unvollständige Auflistung gemessener Einschaltquoten und Marktanteile der Erstausstrahlungen auf RTL veranschaulicht die folgende Tabelle:
| Folge | Datum            | Zuschauer | Zuschauer       | Marktanteil | Marktanteil     | Quelle |
| Folge | Datum            | Gesamt    | 14 bis 49 Jahre | Gesamt      | 14 bis 49 Jahre | Quelle |
| ----- | ---------------- | --------- | --------------- | ----------- | --------------- | ------ |
| 1.1   | 14. März 2006    | 5,21 Mio. | 2,82 Mio.       | 16,3 %      | 20,5 %          | [ 9 ]  |
| 1.2   | 21. März 2006    | 4,13 Mio. | 1,51 Mio.       | 12,8 %      | 15,5 %          | [ 10 ] |
| 1.3   | 28. März 2006    | 4,86 Mio. | 2,38 Mio.       | 14,4 %      | 17,1 %          | [ 11 ] |
| 1.5   | 11. April 2006   | 3,57 Mio. | 1,90 Mio.       | 11,2 %      | 14,4 %          | [ 12 ] |
| 1.6   | 18. April 2006   | 4,43 Mio. | 2,51 Mio.       | 13,8 %      | 18,7 %          | [ 13 ] |
| 1.8   | 2. Mai 2006      | 3,79 Mio. | –               | –           | 15,2 %          | [ 14 ] |
| 2.1   | 19. Februar 2007 | 3,12 Mio. | 1,36 Mio.       | 9,5 %       | 10,3 %          | [ 3 ]  |
| 2.2   | 26. Februar 2007 | –         | –               | –           | 8,8 %           | [ 15 ] |

## Kritik
- Das Fernsehlexikon schreibt:

„Düster-realistische Serie, die Themen wie Sterbehilfe, Ehrenmorde und Inzest behandelt und moralische Zweifelsfälle erkundet. Sie meidet dabei viele übliche Klischees, naheliegende Lösungen und manchmal sogar das Happy-End.“

- Die Berliner Morgenpost bewertet die Schauspielleistungen der Hauptdarsteller Mariele Millowitsch und August Schmölzer wie folgt:

„Mariele Millowitsch tut alles, um das Image der dauerfröhlichen TV-Madame, das ihr vor allem die Sitcom "Nikola" eingebracht hat, abzuschütteln: So sauertöpfisch wie sie als Familienanwältin Hanna Lorenz dreinblickt, würde man ihr nicht das geringste Lächeln zutrauen, und schon auf den ersten Blick wird dem Zuschauer klar, dass die ganze Serie so humorlos ist wie ein Eimer Wasser.“

„Hut ab vor August Schmölzer, der es schafft, diesen Schuft nicht gänzlich eindimensional zu spielen.“

Insgesamt bewertet Die Morgenpost die Serie folgendermaßen:

„Die Geschichten sind zwar durchaus spannend, kommen aber insgesamt zu ernst daher. Da sehnt man sich schon bald nach Manfred Krug als "Liebling Kreuzberg" zurück.“

## Sonstiges
- Die Serie wurde 2006 für den Deutschen Fernsehpreis in der Kategorie Beste Serie nominiert.[18]